# Alejandrina Sicilia Hernandez
Alejandrina Sicilia Hernandez (Caracas, 3 de dezembro de 1962) é uma modelo que venceu o concurso de Miss Internacional 1985.
É mais conhecida apenas como Nina Sicilia e foi a primeira de seu país a levar uma coroa neste concurso.  

## Biografia
É formada em Administração pela Universidad Católica Andrés Bello de Caracas e completou sua formação com um curso de Gerência Avançada e certificação em Qualidade Total, Gerência por Objetivos e Planificação Estratégica.  
Além de trabalhar como modelo, ela atua há muito tempo na TV, tendo feito programas de variedades na Venevision e Univision e atualmente faz parte do Comitê Executivo do Miss Venezuela.
Desde 1987 é casada com o empresário venezuelano Julio Arnaldes Zava, com quem tem dois filhos.

## Participação em concursos de beleza

### Miss Venezuela 1985
Representando Monagas, Nina ficou em 3º lugar no Miss Venezuela 1985, o que lhe deu o direito de ir ao Miss Internacional.

### Miss Internacional 1985
Em Tsukuba, Japão, Nina derrotou outras 42 concorrentes no dia 15 de setembro e levou a coroa de Miss Internacional 1985.

## Vida pós concursos
Após coroar sua sucessora, Nina trabalhou como modelo e iniciou uma carreira na Venevision, onde apareceu como apresentadora em diversos programas. Também fez participações na Univision.
Por três anos, foi jurada do “La Magia de ser Miss”, parte preliminar do Miss Venezuela.
É também professora de cursos sobre passarela, dicção e protocolo.
Em 1987 se casou com Julio Arnaldez Sava, com quem tem dois filhos, Julio y Paola.

### Gerente Geral do Miss Venezuela
Após uma renovação no Miss Venezuela em 2018, Nina foi convidada, juntamente com Gabriela Isler (Miss Universo 2013) e Jacqueline Aguilera (Miss Mundo 1995), para fazer parte do Comitê Executivo do concurso, onde assumiu o cargo de Gerente Geral.